# Oakland (Tennessee)
Oakland és una població dels Estats Units a l'estat de Tennessee. Segons el cens del 2000 tenia 1.279 habitants.

## Demografia
Segons el cens del 2000, Oakland tenia 1.279 habitants, 510 habitatges, i 401 famílies. La densitat de població era de 137,2 habitants/km².
Dels 510 habitatges en un 33,9% hi vivien nens de menys de 18 anys, en un 67,8% hi vivien parelles casades, en un 8,2% dones solteres, i en un 21,2% no eren unitats familiars. En el 18,6% dels habitatges hi vivien persones soles el 3,7% de les quals corresponia a persones de 65 anys o més que vivien soles. El nombre mitjà de persones vivint en cada habitatge era de 2,51 i el nombre mitjà de persones que vivien en cada família era de 2,85.
Per edats la població es repartia de la següent manera: un 23,9% tenia menys de 18 anys, un 9,6% entre 18 i 24, un 37,1% entre 25 i 44, un 20,8% de 45 a 60 i un 8,5% 65 anys o més.
L'edat mediana era de 31 anys. Per cada 100 dones de 18 o més anys hi havia 95,4 homes.
La renda mediana per habitatge era de 51.823 $ i la renda mediana per família de 56.786 $. Els homes tenien una renda mediana de 35.870 $ mentre que les dones 23.929 $. La renda per capita de la població era de 19.365 $. Entorn del 4,6% de les famílies i el 5,7% de la població estaven per davall del llindar de pobresa.

## Poblacions més properes
El següent diagrama mostra les poblacions més properes.